# 伦德马克环形山
伦德马克环形山（Lundmark）是月球背面南半球一座古老的大撞击坑，约形成于早雨海世，其名称取自瑞典天文学家克努特·伦德马克（Knut Lundmark，1889年-1958年），1970年被国际天文学联合会正式批准接受。

## 描述
该陨坑西侧毗邻拉姆齐环形山；西北偏北靠近儒勒·凡尔纳环形山；赛德尔环形山坐落在北面；东侧则为奥布鲁切夫环形山；克雷蒂安环形山和加拉维托环形山位于它的东南；而它的东南边缘又与科赫环形山相接壤。伦德马克环形山的东北是月球背面罕见的月海区之一的智海，该陨坑的中心月面坐标为39°42′S 152°30′E / 39.7°S 152.5°E，直径103.4公里，深度为2.9公里。
伦德马克环形山是一座已严重磨损和侵蚀的陨石坑。沿边缘和坑底显示有众多较小的撞击坑。东北偏北侧坑壁上覆盖着卫星坑“伦德马克 B”，而东侧壁上则横跨“伦德马克 D”。坑内东南部地表聚集着数座细小的陨坑，而另一群小陨坑则分布在伦德马克环形山和科赫陨石坑间崎岖的高地上。

## 卫星陨石坑
按惯例，最靠近伦德马克环形山的卫星坑在月图上以字母标注在该坑中心点的旁边。

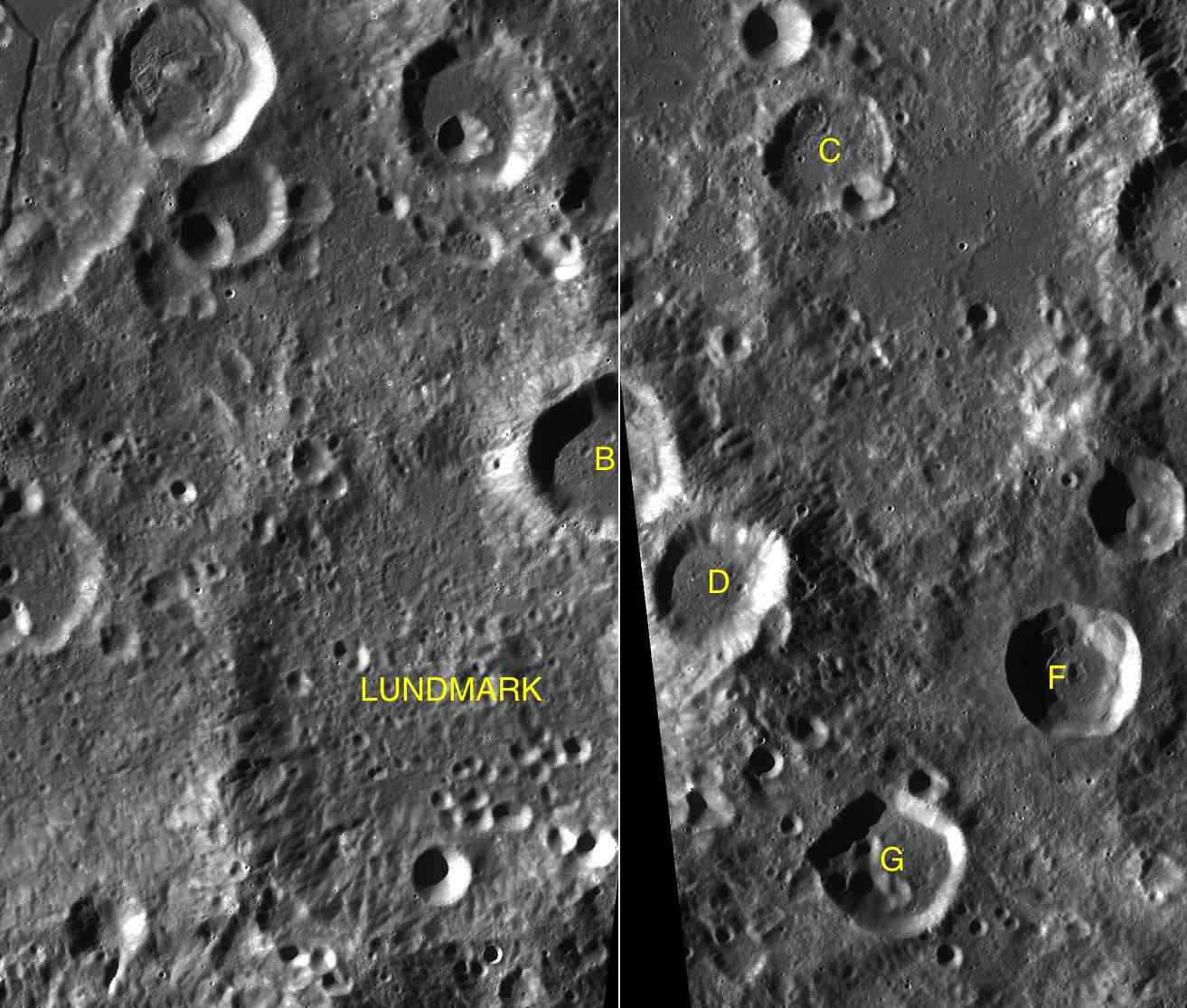
LAC-118和LAC-119拼接图

| 伦德马克 | 纬度    | 经度     | 直径    |
| -------- | ------- | -------- | ------- |
| B        | 37.7° S | 153.2° E | 30 公里 |
| C        | 35.8° S | 155.6° E | 25 公里 |
| D        | 38.8° S | 154.3° E | 29 公里 |
| F        | 39.4° S | 157.2° E | 26 公里 |
| G        | 40.5° S | 155.5° E | 35 公里 |

- 卫星坑伦德马克 G形成于晚雨海世[1]。